# Résidence préfectorale de Saint-Claude
La résidence préfectorale de Saint-Claude est un bâtiment situé sur le site du Morne Houël dans la commune de Saint-Claude sur l'île de Basse-Terre dans le département de la Guadeloupe en France. Elle est inscrite aux monuments historiques depuis 1979.

## Historique
Le bâtiment est édifié en 1840, et complété en 1855, pour accueillir le préfet de Guadeloupe et ses invités dans un cadre climatique plus frais et moins soumis aux poussées épidémiques saisonnières sur les hauteurs de Basse-Terre, sur les pentes du Morne Houël au pied de La Soufrière. Le gouverneur de la Guadeloupe, colonel Jacques-Amédée-Philippe Fiéron, y prend ses fonctions en 1848.
Elle est inscrite aux monuments historiques depuis le 15 janvier 1979. La résidence a fait l'objet vers 2010 durant quatre ans d'une réhabilitation intégrale de ses bâtiments, de sa structure (notamment l'escalier) et de sa décoration intérieure.

## Description
Il s'agit d'une imposante bâtisse à fines colonnades construite dans le style colonial néoclassique des Antilles, composée d'un corps principal sur deux niveaux avec une galerie de plain-pied côté cour et une galerie principale côté jardin y donnant accès par un escalier en pierre volcanique, ainsi qu'une grande galerie courante à l'étage côté mer (desservant les chambres). Le corps central est encadré par deux ailes latérales. La maison principale possède un escalier hélicoïdal en fonte de style Eiffel, fabriqué à la fin du XIXe siècle et entièrement rénové à la fin des années 2010. Le grand salon possède des portes-fenêtres avec des encadrements en pierre volcanique et des murs en maçonnerie.
La résidence est agrémentée d'un grand parc arboré donnant au sud sur les hauteurs de Saint-Claude, avec un bassin.